# Cá bàng chài trợt
Hemigymnus melapterus là một loài cá biển thuộc chi Hemigymnus trong họ Cá bàng chài. Loài này được mô tả lần đầu tiên vào năm 1791.

## Từ nguyên
Từ định danh của loài trong tiếng Latinh có nghĩa là "vây đen" (mela: "màu đen" + pterus: "vây, cánh"), có lẽ hàm ý đề cập đến vây lưng và vây hậu môn màu đen ở cá cái.

## Phạm vi phân bố và môi trường sống
H. melapterus có phạm vi phân bố rộng khắp Ấn Độ Dương - Thái Bình Dương. Loài này được ghi nhận từ bờ biển phía nam bán đảo Ả Rập, trải dài dọc theo bờ biển Đông Phi đến Nam Phi, bao gồm Madagascar và các đảo quốc trong Ấn Độ Dương, cũng như bờ biển phía đông-nam Ấn Độ và Tây Úc; từ quần đảo Mergui trải rộng khắp các vùng biển Đông Nam Á và hầu hết các quần đảo, đảo quốc thuộc châu Đại Dương (ngoại trừ quần đảo Hawaii), xa nhất là đến Polynesia thuộc Pháp; ngược lên phía bắc đến vùng biển phía nam Nhật Bản (bao gồm quần đảo Ogasawara và quần đảo Ryukyu); về phía nam giới hạn đến Đông Úc, bao gồm đảo Lord Howe và các rạn san hô trên biển Tasman.
H. melapterus sống gần những rạn san hô ở vùng dưới triều (ven bờ) và trong các đầm phá ở độ sâu đến 40 m.

## Mô tả

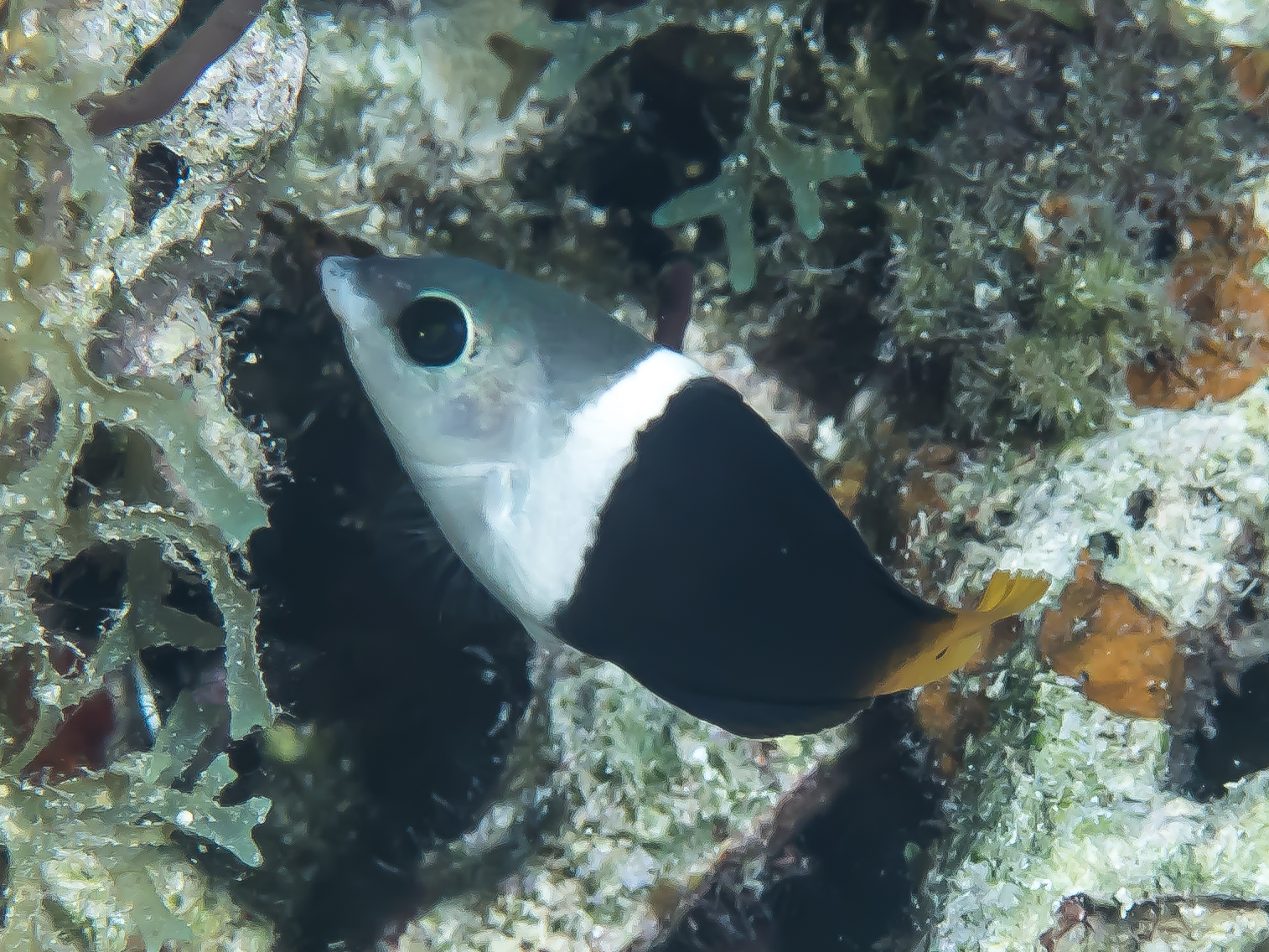
Cá con đang phát triển

H. melapterus có chiều dài cơ thể tối đa được báo cáo là 90 cm, nhưng tính đến hiện tại thì chiều dài lớn nhất được biết đến ở loài này chỉ là 37 cm. H. melapterus là loài lưỡng tính tiền nữ và dị hình giới tính rõ rệt. Môi của loài này rất dày. Đuôi cụt hoặc hơi bo tròn.
Cá đực trưởng thành có màu xanh lục sẫm ở hầu hết phần thân; màu lục nhạt ở đầu và một phần thân trước. Vảy trên thân có rìa màu đen. Đầu có nhiều vệt màu hồng và xanh lục lam quanh mắt; bao quanh mắt là một vòng tròn màu lục lam. Môi và phần dưới của đầu chủ yếu có màu xanh lam nhạt; ngực và bụng màu trắng hồng.
Cá cái nhỏ và cá con đang phát triển có hai màu rõ rệt trên thân: đầu và thân trước có màu xanh lục xám; thân sau màu đen. Cuống đuôi và vây đuôi màu vàng, thường có 1–2 đốm đen nhỏ ở giữa vây (cá con mới lớn có thêm một dải màu trắng rõ rệt chia tách hai vùng màu trên thân). Vảy của cá cái có thêm các vạch màu lục sẫm, chuyển sang màu vàng với các đốm màu xanh lam ở cuống đuôi và vây đuôi. Cá cái trưởng thành có màu sắc gần giống với cá đực: thân sau dần chuyển sang màu lục sẫm; vảy có viền đen; đầu có màu xanh lục sáng.
Số gai ở vây lưng: 9; Số tia vây ở vây lưng: 10–11; Số gai ở vây hậu môn: 3; Số tia vây ở vây hậu môn: 11; Số gai ở vây bụng: 1; Số tia vây ở vây bụng: 5.

## Hành vi và tập tính

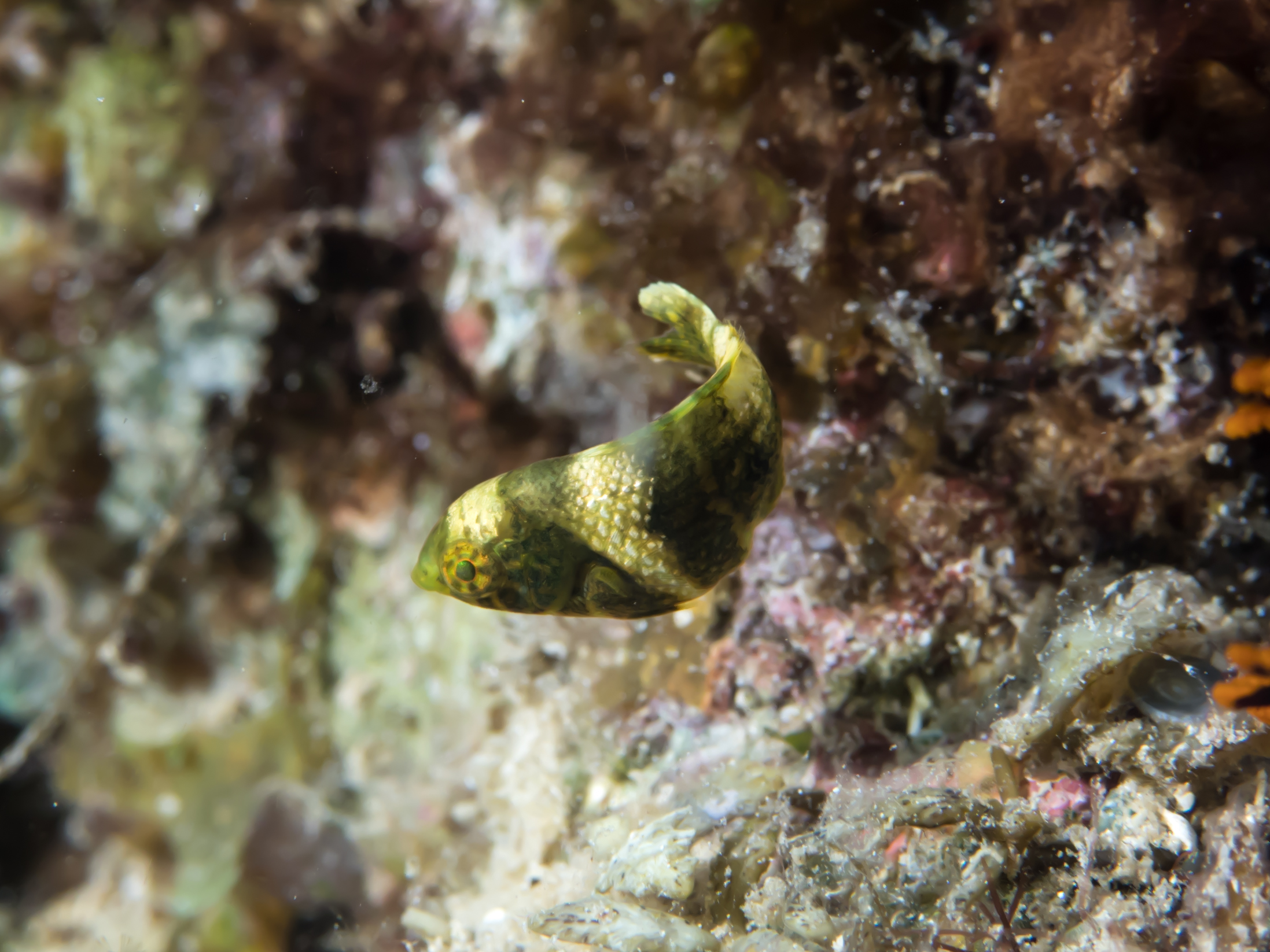
Cá bột

Thức ăn của H. melapterus là các thủy sinh không xương sống nhỏ, chủ yếu là động vật giáp xác, động vật thân mềm và động vật có vỏ cứng. H. melapterus thường sống đơn độc hoặc bơi thành nhóm nhỏ; cá con ẩn mình trong các rạn san hô nhánh hoặc len giữa gai của nhím biển, thường sống gần bờ.

### Trích dẫn
- John E. Randall (2013). "Review of the Indo-Pacifc labrid fsh genus Hemigymnus" (PDF). Journal of the Ocean Science Foundation. Quyển 6. tr. 2–18.